# 쉬첸

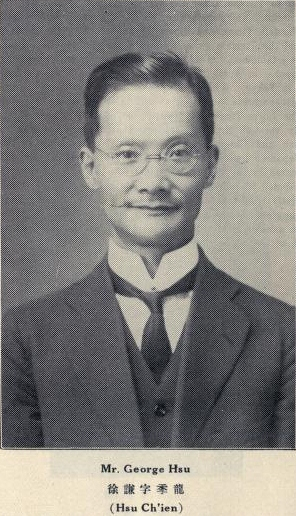

쉬첸(중국어: 徐謙, 영어: George Hsu, 1871년 ~ 1940년)은 중국의 정치인이자 학자이다. 현대 중국의 재판 제도에 중대한 기여를 한 인물이다.
안후이성 서현 출신이며 장시성 난창시에서 태어난 쉬첸은 1903년 최고 등급의 과거제를 통과하여 진사 칭호를 획득했다. 중화민국 건국 이후 저명한 인물이 되었다.